# 蒂娜·特纳
蒂娜·特纳（英語：Tina Turner；1939年11月26日—2023年5月24日），原名安娜·梅伊·布洛克（Anna Mae Bullock），瑞士籍美国女歌手及演员。在她长达五十多年的演艺生涯中，凭借无数奖项的肯定以及对摇滚乐领域的贡献，被譽为「摇滚女王」（Queen of Rock 'n' Roll）。蒂娜从她与她的丈夫艾克·特纳组成的艾克與蒂娜·透娜开始自己的表演事业。成功的打造了《River Deep, Mountain High》、《Proud Mary》等不朽金曲。在1978年因不堪忍受丈夫的家庭暴力而与之离婚后，她沉寂了数年。最终顶住了巨大的压力在1983年发行了自己的单曲《Let's Stay Together》重新取得了成功。而她在1984年发行的个人第五张专辑《Private Dancer》也堪称音乐史上最成功的东山再起之作。1986年她出版了其自传《我，蒂娜》。
蒂娜歌而优则演，在1975年电影《冲破黑暗谷》中饰演了迷幻女王，也在电影《寂寞芳心俱乐部》中露脸。她与梅尔·吉布森主演的电影《冲锋飞车队》使得她获得了有色人种促进协会形象奖最佳女主角奖，而她本人在片中演唱的主题曲《We Don't Need Another Hero》也是一首排行榜成功之作。她也曾在1993年阿诺·施瓦辛格的电影《最后的动作英雄》中客串。
蒂娜不僅是世界上最知名的流行艺人，也是公認最成功的女性摇滚艺术家，更并被滚石杂志称作为史上最伟大的歌手之一。她的专辑与单曲唱片总计已经在世界上销售了超过1亿8000万张。而她演唱会所售出的门票，也是史上独唱艺人中最多的。她那永远充沛的舞台活力，辨识度极高的雄厚嗓音，长青的职业状态，以及在各个年龄层中所受到的喜爱，均闻名于全世界。2008年，蒂娜从自己半退休的状态中再度出发，推出了她名为《蒂娜！五十周年巡演》(Tina!: 50th Anniversary Tour）的世界巡演以纪念她的演唱生涯跨入第五十个年头。这场巡回演唱会也成为2008年至2009年间最卖座的演唱会。蒂娜出生于一个浸信会家庭，后来皈依为佛教徒。宗教带给她平静的思绪以及度过曾经那段艰苦岁月的勇气和力量。在滚石杂志评选的《史上最优秀的100名艺人》中蒂娜排名第17位，该杂志亦以「摇滚女王」來稱蒂娜。

## 早期生活
安娜·梅·布鲁克1939年11月26日出生于美国田纳西州纳特布什，一个海伍德县的非建制区域。她的母亲Zelma Bullock是一个工厂工人，她的父亲Floyd Richard Bullock这是一名浸信会执事、农场守卫以及工厂工人。她具有非裔美国人、欧洲人以及少量印第安人血统。布鲁克长期以来一直认为，她的母亲身上有鲜明的美洲原住民的烙印，尤其是具有纳瓦霍族和切罗基人的特色。布鲁克在海伍德县的Flag Grove School接受教育。她有一名姐姐名叫Alline，她母亲搬去密苏里州的圣路易斯时，只带上了Aline，而将年幼的安娜留给了她的祖母。在她祖母去世之后，已经成长为青少年的安娜来到圣路易斯与母亲和姐姐团聚。

## 艾克與蒂娜·透娜

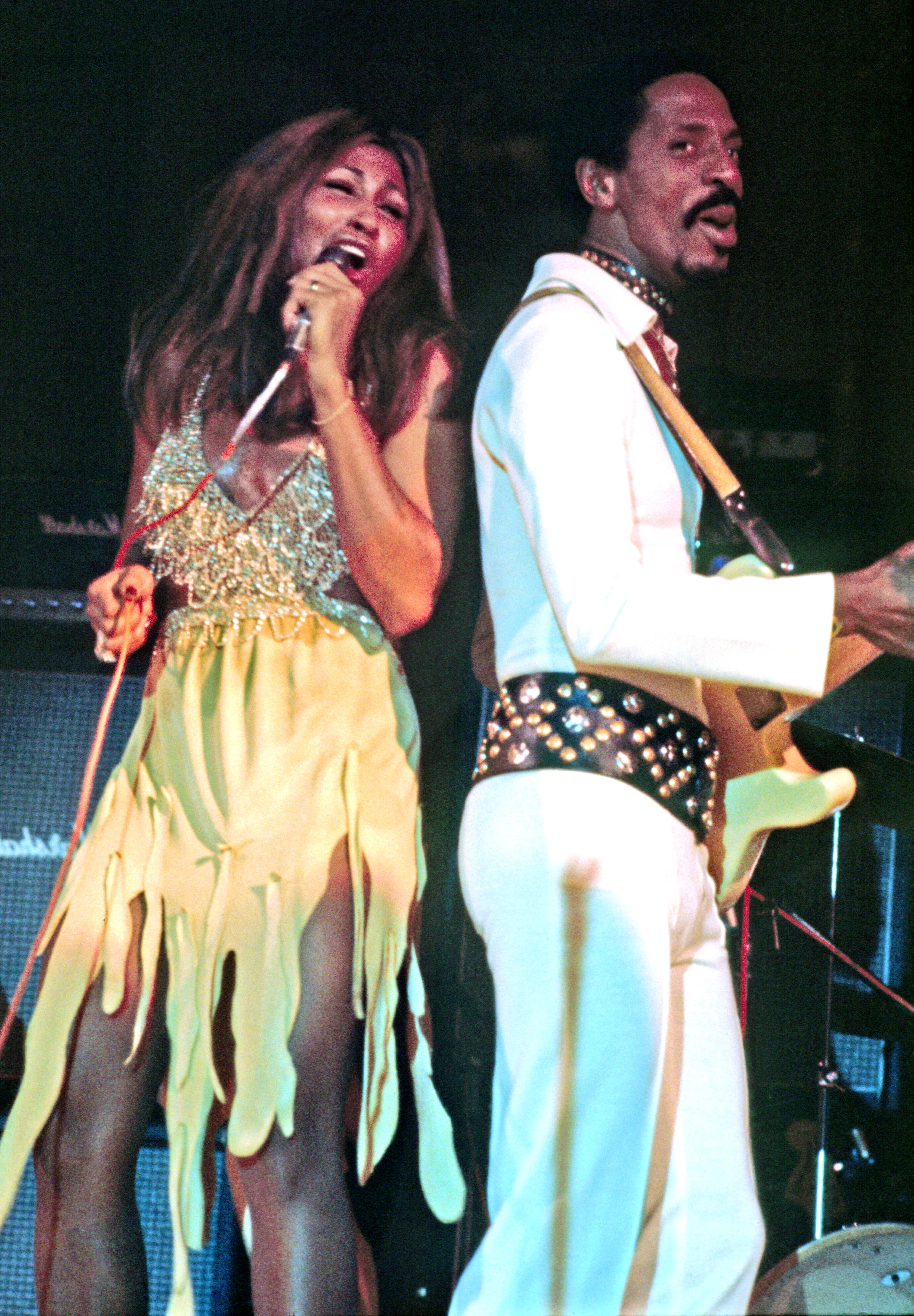
蒂娜与艾克·特纳一起表演，1972年

在圣路易斯，布鲁克进入了Sumner High School继续她的学业。在这段时间里，Anna的姐姐Aline带她去了数家城里的俱乐部。某晚在帝国俱乐部里，布鲁克遇见了密西西比州出生的节奏布鲁斯音乐人艾克·特纳。布鲁克向他请求给她一次试音的机会，艾克最初持怀疑的态度，但是在听完布鲁克的演唱之后，决定让她随团表演。就这样，18岁的布鲁克成为了艾克歌舞秀中的演唱团班底，并被取名为Little Ann，并且很快成为了艾克和他的节奏之王乐队中的焦点人物。

### 主流市场的成功
1960年，原定来录制歌曲《A Fool in Love》的歌手没有出现，布鲁克顶替了原先的歌手录制了这首歌曲。《A Fool in Love》在R&B榜上取得了最高排名第二名的好成绩，并在美国流行榜上打入了前30名。在取得了这样的成功之后，艾克发现了布鲁克的商业价值，将她的名字改为蒂娜·特纳并将他乐队的名字改成了艾克與蒂娜·透娜。1962年，他们俩在墨西哥的蒂华纳结婚。
婚后蒂娜开始抚养4个小孩 — Ike Jr.和Michael（艾克之前感情关系中所生）,Craig(生于1958，是蒂娜早年与艾克乐队中的萨克斯风乐手Raymond Hill所生）和Ronald（生于1961年，蒂娜和艾克所生）。 
1960年代到1970年代，蒂娜和艾克逐渐成为炙手可热的明星。随着时间的推移以及演出经验的逐渐丰富，蒂娜逐渐发展出了属于她自己独一无二的舞台风格，极其能调动听众的情绪。蒂娜和演唱组的和声演唱组the Ikettes在演唱会中所编排的令人眼花缭乱的舞蹈也深深影响了众多的音乐人，比如滚石乐队的主唱米克·贾格尔。
60年代，艾克&蒂娜·特纳演唱组录制的金曲有《A Fool in Love》, 《It's Gonna Work Out Fine》, 《I Idolize You》, 和由 Phil Spector制作的不朽经典《River Deep, Mountain High》。在60年代末期，这对组合将现代摇滚与自己的表演风格相结合，在他们的舞台秀中重新诠释了《Come Together》, 《Honky Tonk Woman》和《I Want to Take You Higher》等歌曲。
1971年，由他们重新演绎Creedence Clearwater Revival乐队的歌曲《Proud Mary》取得了巨大的成功，并成为蒂娜今后的招牌曲目和演唱会必唱歌曲。这首歌曲在1971年3月取得了告示牌百强单曲榜第四名的好成绩。并给乐队带来了一座格莱美奖最佳R&B组合奖。

### 逐渐沉寂
虽然后期的许多原创唱片在排行榜上不尽如人意，但是他们的音乐还是得到了诸如滚石乐队、大卫·鲍伊、珍妮丝·贾普林、雪儿、詹姆士·布朗、雷·查尔斯、埃尔顿·约翰和（猫王）等诸多音乐人的赞誉。他们也不吝惜每一场表演的机会，无论是在黑暗狭小的晚餐俱乐部，还是在拉斯维加斯的大剧场登台，或者是在全国转播的电视节目之中演唱。艾克一直扮演着乐队经纪人以及音乐指导的角色，铁腕般的为乐队做出每一个决定。当他早期还是一个出色的音乐人以及摇滚乐传播者的时候，他控制着乐队的表演风格、唱片合约，使得乐队走向了成功。而当他深陷毒瘾之后，不可避免的使得乐队一步一步走向沉寂，这种控制（更多的时候是暴力）使得乐队的班底极其不稳定。蒂娜也长期生活在这样压迫、孤立与身体虐待的婚姻生活之中。

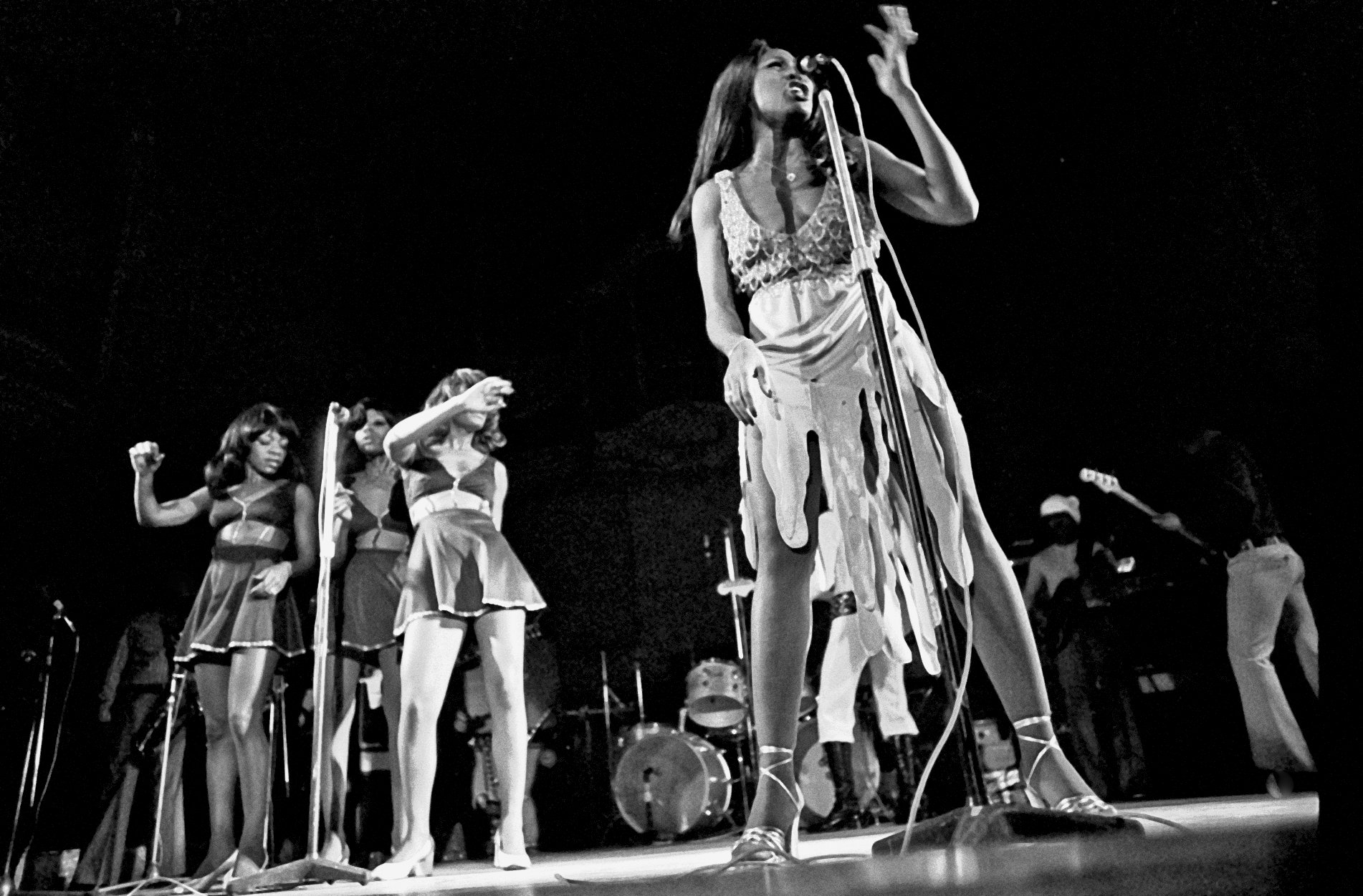
蒂娜·特纳1971年在表演中

1970年代，蒂娜的个人生活和婚姻生活逐渐崩溃。艾克的毒瘾越来越严重，情绪也越来越不稳定，家庭暴力的状况更加频繁。他们的听众以及演出合约迅速流失，这主要归咎于艾克拒绝一切他所决定的演出和唱片合约之外的演出机会，而他开销日涨的可卡因需求也是乐队的状况雪上加霜。在这段沉寂、唱片销量日渐低迷的岁月里，他们最后一首成功的歌曲《Nutbush City Limits》是由蒂娜所写的，有关于她家乡纳特布什的一首歌曲。这首歌曲1973年取得了告示牌百强单曲榜第二十二名以及英国单曲排行榜第四名的好成绩。
在《Proud Mary》取得商业上的成功之后，艾克建立了自己的录音室—Bolic Sound。1974年，艾克制作了蒂娜的首张个人专辑《Tina Turns the Country On》。这张专辑在主流排行榜上反响并不热烈。而蒂娜第二张个人专辑1975年发行的《Acid Queen》中的同名歌曲，也是为了配景蒂娜在大荧幕上的首秀—谁人乐队的摇滚歌剧电影《冲破黑暗谷》(Tommy)。
1976年，长期的家庭暴力以及虐待终于使蒂娜不堪忍受，他们在即将于达拉斯希尔顿酒店举行的表演前爆发了激烈的争吵和肢体冲突。就在此日，蒂娜终于下定决心，带着身上仅有的36美分以及一张加油站信用卡离开了艾克。接下去的几个月，蒂娜只能在不同的朋友家躲藏逃避艾克的追寻。
1974年，在一个朋友的推荐下，蒂娜开始接触到了創價學會，在那段黑暗的婚姻生活中，对于宗教的信仰和对《南无妙法莲华经》的诵读，成为了她坚持下去的勇气，也成为了她最终摆脱这一切的动力。在巡演中落跑，不可避免的使得蒂娜需要对取消了的巡演负上法律责任。为了生存她，只能作为一名艺人在电视节目中表演赚取生活费。这段时间里，她参加过的节目有《The Hollywood Squares》, 《Donny and Marie》, 《The Sonny & Cher Show》和《The Brady Bunch Hour》。
1978年，她与艾克的离婚官司终于落下了帷幕，结束了长达16年的婚姻。她在其后的自传《我，蒂娜》(I, Tina)和由这部自传拍摄的电影《与爱何干》(What's Love Got to Do with It)中，强烈的控诉了艾克在他们婚姻中对她施加的家庭暴力。为了尽快离婚，蒂娜选择只保留自己的艺名而不分割任何家庭财产，于此同时还需要为取消了的巡演合同和唱片合同担负法律责任。已经一贫如洗的她只能靠由美国国家税务局保留担保物权的方式慢慢清偿这些债务。

## 演唱组之后的生活
1978年，蒂娜在百代旗下发行了她个人第三张专辑《Rough》，这也是她离开艾克之后的第一张专辑。从这张专辑中，蒂娜不再演唱組合时期的放克节奏与蓝调风格的歌曲，而是大量带有浓郁摇滚乐风格的作品，以期待她的音乐事业能更顺应时代潮流。但是这张专辑的销量并不出色。1979年的迪斯科风格专辑《Love Explosion》同样在排行榜上遭遇了失败。
蒂娜继续在美国与欧洲表演，但是由于没有推出任何有市场反响的大热专辑，她的事业开始直线下滑。1982年她与英国组合B.E.F.合作，翻唱了誘惑合唱團的老歌《Ball of Confusion》。制作人对蒂娜的表现大为兴奋，随即说服她录制了Al Green的经典老歌《Let's Stay Together》
由于《Rough》和《Love Explosion》两张专辑的失利，百代唱片已经将蒂娜冷冻，并且认为这位歌手已经失去了投资价值。而其他欧美主流厂牌也觉得蒂娜已经属于过气歌手的范畴，对与她签约的兴趣并不浓厚。因此，她只能持续在美国（主要是在拉斯维加斯）和英国参与一些小型的演出，以期留在公众的视野中。虽然唱片销量一般，但是蒂娜的现场表演倒还是很受观众欢迎。

### 重现辉煌

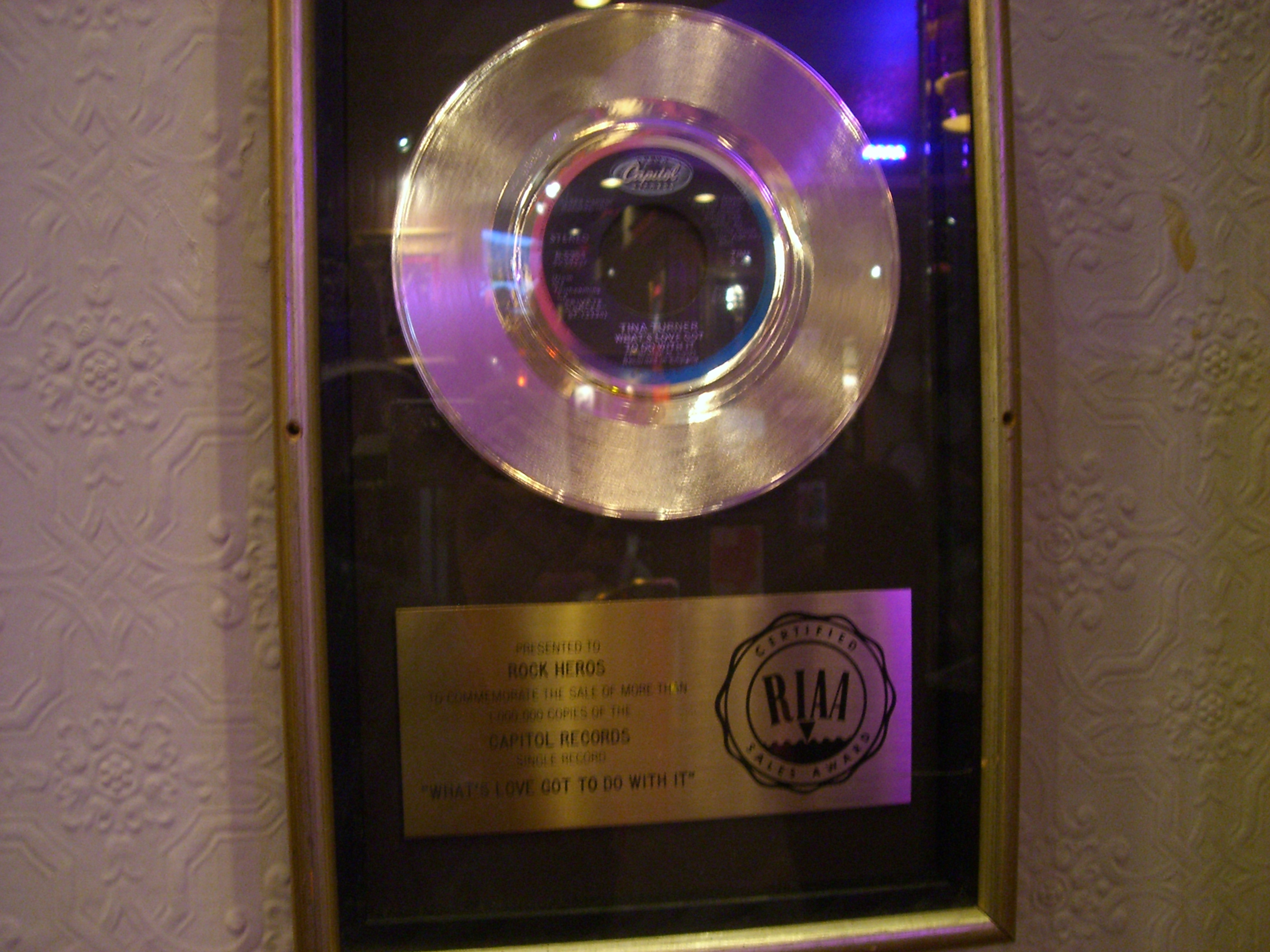
美国唱片业协会(RIAA)颁发的《What's Love Got to Do with It》白金唱片认证。

1983年12月，蒂娜的单曲《Let's Stay Together》冲上了英国单曲排行榜第六名，并在欧洲其他国家热播。1984年3月，《Let's Stay Together》攀上了告示牌百强单曲榜26位。而在R&B榜和舞曲榜上，这张单曲也获得了前五名的好成绩。
1984年，蒂娜登上了《Ebony》杂志的封面，并被杂志赞誉为伟大的回归。同年，她的专辑《Private Dancer》与6月发行，大热单曲《Let's Stay Together》也收录其中。
专辑中的第二张单曲《What's Love Got to Do with It》登上了美国单曲榜的第一位，在英国也拿到了第三名。这也是蒂娜整个音乐生涯中唯一一首个人冠军单曲。与其同时，这首单曲也在欧洲其他几个国家闯进了前10名。
《Private Dancer》在美国销售了超过500万张，在全球的累积销量保守估计超过了1千1百万，其他一些资料则显示，该唱片在全球的实际销量应超过2000万张，使得这张唱片成为她最成功的个人专辑。除去《Let's Stay Together》和《What's Love Got to Do with It》，这张专辑中其他的单曲也取得了巨大的成功：《Better Be Good to Me》（美国第5名，英国第45名）；《Private Dancer》（美国第7，英国第26）；《I Can't Stand the Rain》（英国第57）和《Show Some Respect》（美国第37）。这张专辑也给蒂娜带来了一座MTV音乐录影带大奖，2座全美音乐奖以及四项葛莱美奖。1985年2月，她展开了她个人首次世界巡回演唱会—《Private Dancer Tour》。巡演横跨北美，亚洲，欧洲以及大洋洲。同年，她也参与了巨星援助非洲的慈善单曲《四海一家》(We Are The World)的演出。
在《Private Dancer》的巨大成功后，蒂娜接演了电影《冲锋飞车队》(Mad Max Beyond Thunderdome)中Aunty Entity的角色。电影以1200万的成本，取得了3600万美元的票房成绩。该片也使蒂娜获得了有色人种促进协会形象奖最佳女主角奖。7月，在《拯救生命活动》(Live Aid)中，她与米克·贾格尔的合唱表演，堪称史上最经典的现场摇滚表演之一。8月，《冲锋飞车队》电影原声带的首播主打《We Don't Need Another Hero》上市。这首由蒂娜深情演绎的电影主题曲，一经播出就获得巨大成功，在美国排行榜上排名第二，在英国榜上排名第三。这首歌曲也使蒂娜获得葛莱美奖最佳流行女歌手的肯定，并且入围了金球奖最佳电影原创歌曲奖。这张电影原声专辑在美国专辑榜上最高排名40，在加拿大专辑榜上排名47，在全世界销售出了超过100万张。10月，另一首由蒂娜演唱的电影中的插曲《One of the Living》单曲化并发行（北美15名，英国第55名）。这首歌曲则给蒂娜带来了葛莱美奖最佳摇滚女艺人奖。11月蒂娜与布莱恩·亚当斯合作的单曲的《It's Only Love》发行。该曲也入围了葛莱美奖最佳摇滚合唱奖。

### 持续的热潮
成功的东山再起之后，蒂娜凭借1986年的专辑《Break Every Rule》延续了她个人演唱事业的成功。同年，她出版了自己的自传《我，蒂娜》(I, Tina)，在书中，她回顾了自己的早年生活以及和艾克那段曲折的婚姻。1986年夏季，她在好莱坞星光大道留下了属于自己的星。专辑《Break Every Rule》中的单曲有《Typical Male》, 《Two People》, 《Back Where You Started》, 《What You Get Is What You See》, 《Break Every Rule》, 和 《Afterglow》。其中《Typical Male》和《What You Get Is What You See》均打入了排行榜的前20。专辑在全球销售超过400万，而在美国本土也销售了超过200万张。次年3月，蒂娜在德国慕尼黑展开了自己名为《Break Every Rule Tour》的世界巡演。1988年1月16日，她在巴西里约热内卢的马拉简拿运动场打平了保罗·麦卡特尼的史上最多观众（超过18万4000名）的个人售票演唱会的世界纪录。4月，蒂娜的双碟演唱会专辑《Tina Live in Europe》上市发行。
1988年，她首次來台，分別在03月5日、06日及08日，於台北市立綜合體育場舉行了三場戶外大型個人演唱會。
1989年年末，她发行了个人第17张个人专辑《Foreign Affair》。专辑中的单曲《The Best》获得了世界范围的成功，也成为了蒂娜个人独唱事业的另一首招牌曲目。1990年她展开的欧洲巡演《Foreign Affair Tour》堪称经典，总计121场的演唱会吸引了超过400万欧洲乐迷前来观赏。
1991年，艾克與蒂娜·透娜入选了摇滚名人堂，Phil Spector代表他们领取了奖项。同年，蒂娜发行了自己的精选集《Simply the Best》，在精选集中，她将自己的经典歌曲《Nutbush City Limits》通过流行舞曲的方式重新演绎，该曲再版之后再次轰动，在英国单曲榜上冲上了第13名。1993年，通过蒂娜的自传《我，蒂娜》(I, Tina)改编而成的电影《与爱何干》(What's Love Got to Do with It)上档，并取得不俗的票房成绩。影片描述了蒂娜痛苦的婚姻生活和宗教给她所带来的启示。影片中饰演蒂娜的安琪拉·貝瑟和饰演艾克的劳伦斯·费许朋双双入围了奥斯卡最佳女主角与最佳男主角。虽然蒂娜为电影的原声大碟重新灌制了她合唱组时期的歌曲《A Fool in Love》， 《It's Gonna Work Out Fine》, 《Nutbush City Limits》和《Proud Mary》，但是却因不想回忆起这段痛苦往事而拒绝观赏这部影片。在访谈中她说：“为什么我还要看艾克再打我一次呢？我并没有在那段时光中消沉，所以就让它仅仅存在于过往之中吧。”在电影原声大碟中，她重新演绎了The Trammps的《Disco Inferno》和两首新歌：英国女歌手Lulu创作的《I Don't Wanna Fight》和布莱恩·亚当斯创作的R&B情歌《Why Must We Wait Until Tonight》。这张电影原声大碟在美国创造了百万销量并获得白金认证，同时也创造了蒂娜最后一首美国单曲排行榜前十佳作《I Don't Wanna Fight》（美国单曲榜第九名）。1993年，在暌违6年之后，她展开了自己的北美巡回演唱会—《What's Love? Tour》以推广这张电影原声大碟。演唱会结束之后，蒂娜搬去了瑞士，并暂时告别了舞台。
就当所有的人都觉得，蒂娜将从此告别歌坛之时，1995年她又带着詹姆斯·邦德系列电影《黄金眼》(Goldeneye)的同名电影主题曲《Goldeneye》回到了人们的视野。这首由U2乐队的的博诺与The Edge为蒂娜量身定做、气势磅礴的大气之作，配合蒂娜经验老道、热情奔放的激情演绎，为整部电影增色不少。并被不少媒体评论为，有史以来最佳的007电影主题曲之一。在欧洲，这首歌也登上了数个国家的排行榜前十名。1996年，蒂娜的专辑《Wildest Dreams》代表着她全面复出。凭借的后续演唱会的成功她也被著名服装品牌Hanse邀请为其代言。专辑凭借着其中的成功单曲《Whatever You Want》、翻唱自John Waite的老歌《Missing You》、《Something Beautiful Remains》以及与Barry White合作的《In Your Wildest Dreams》在美国获得了金唱片的认证，在欧洲获得了白金唱片的认证。1996年五月，蒂娜展开了自己为时将近一年的时间巡演，并于1997年4月落下帷幕。累积票房收入高达1亿3000万美元，创下了世界纪录。在1997年年底，她和意大利歌手Eros Ramazzotti将意大利情歌《Cose della vita》改编为英文版。这首歌曲也在欧洲大热。1999年4月，蒂娜为VH-1电视台摄制了歌舞特辑《Divas Live '99》，在此歌舞特辑中，她表演了自己80年代的经典代表作，更与埃尔顿·约翰和雪儿合作表演了她的招牌曲目《Proud Mary》。此后，蒂娜宣布她正在录制自己的新专辑。1999年11月，专辑中的首波主打单曲，舞曲风格的单曲《When the Heartache Is Over》上市，12月专辑《Twenty Four Seven》在欧洲上市。2000年2月，专辑在美国发行并由美国唱片业协会认证为金唱片销量。同年，蒂娜展开了自己有史以来最成功的世界巡回演唱会《Twenty Four Seven Tour》。该演唱会成为2000年票房收入最高的巡回演唱会，仅门票收入就超过1亿美元。吉尼斯世界记录也公告称，蒂娜是音乐史上售票个人演唱会卖出最多门票的艺术家。

### 近年来

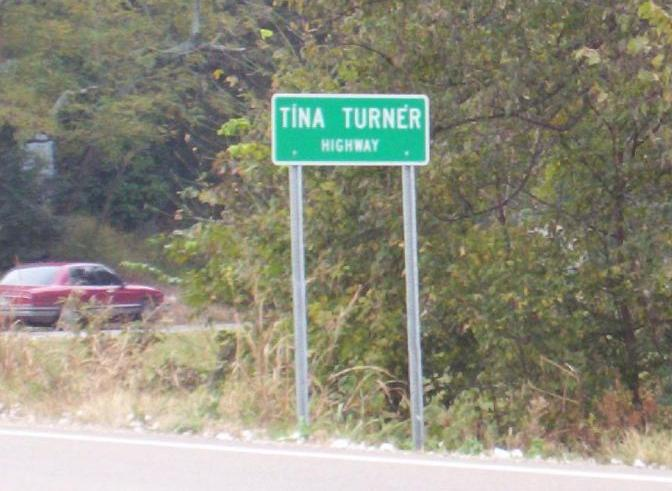
田纳西州19号公路—蒂娜·特纳公路

2002年，连接田纳西州布朗斯威尔与蒂娜的家乡纳特布什的田纳西州19号公路段被命名为蒂娜·特纳公路。2003年，她与菲尔·柯林斯为迪斯尼动画片《熊的传说》合唱了主题曲《Great Spirits》。
2004年，蒂娜发行了新歌+精选专辑《All the Best》，专辑中的新歌《Open Arms》在欧洲热销，在美国R&B榜、当代成人榜上也取得不俗的成绩。2005年，蒂娜在《奥普拉·温弗里秀》和《The View》等电视节目上均有精彩的演出。而《All the Best》也成为了11年来，蒂娜在美国的第一张白金专辑。

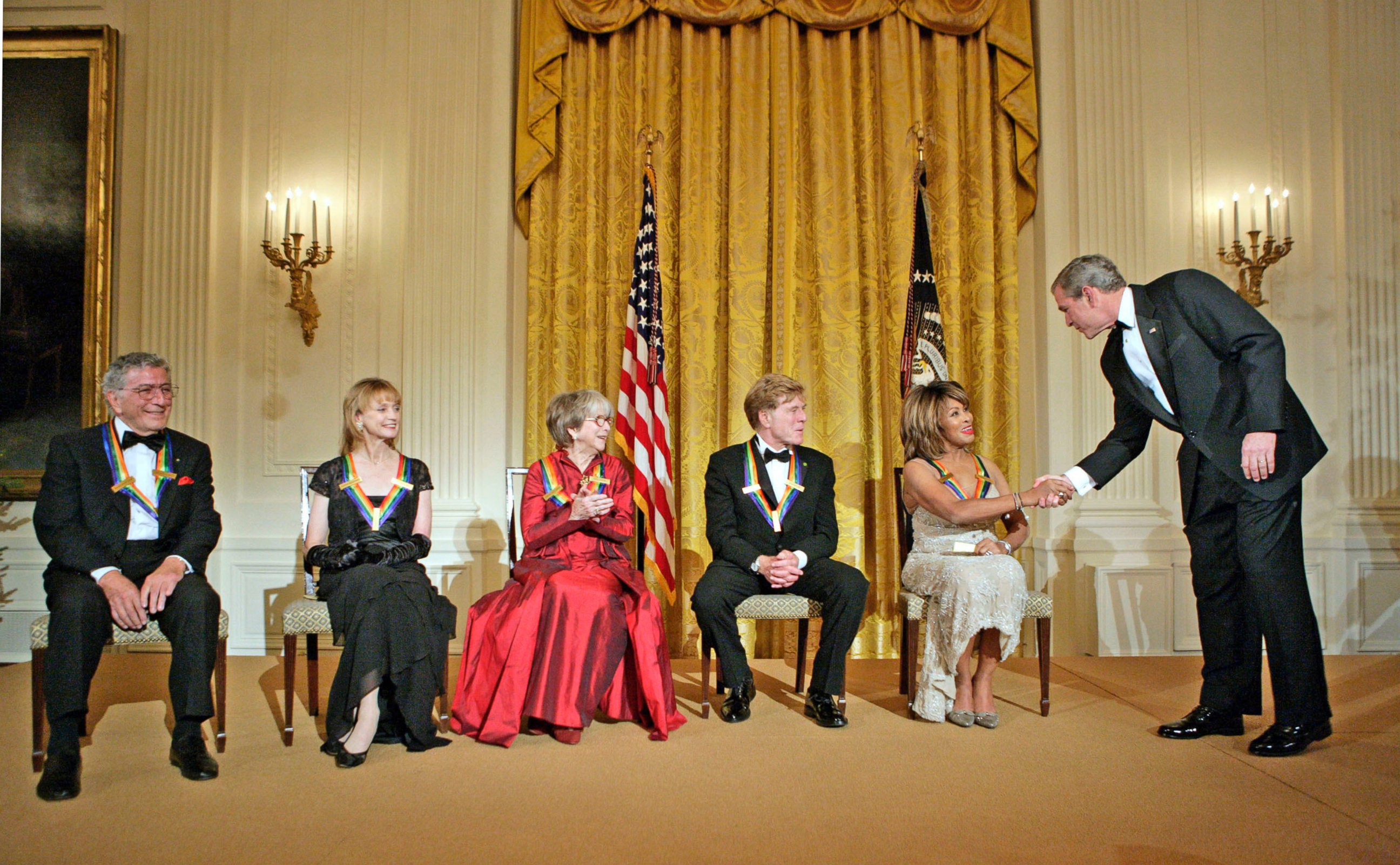
2005年4月，美国总统乔治·沃克·布什在白宫东厢房举办的肯尼迪中心荣誉奖颁奖接待会中祝贺获奖的蒂娜·特纳。从左到右其他获奖者是爵士乐传奇大师托尼·班奈特、舞蹈家苏珊娜·法雷尔、影星茱莉·哈瑞斯、演员劳勃·瑞福。

2005年年末，蒂娜在华盛顿被肯尼迪表演艺术中心授予肯尼迪中心荣誉奖。时任的布什总统形容蒂娜“天然不造作的表演，富有激情与情感”，并且称她那永不停歇舞动的小腿是“演艺行当里面最出名的”。数组知名艺人也在当晚参与演出表达对蒂娜的敬意，由梅莉莎·埃瑟里奇演唱了《River Deep - Mountain High》、拉蒂法女皇演唱了《What's Love Got to Do with It》、碧昂丝则表演了《Proud Mary》而Al Green演唱了为蒂娜创作的《Let's Stay Together》。在奥普拉·温弗里当晚的致辞中，奥普拉说道：“我们不需要另外一个什么英雄，我们需要更多像您这样的英雄。你让我能骄傲的称呼自己为—女人。”，“（在家庭暴力的阴影下）蒂娜并不仅仅活下来了而已，而是勇敢的战胜了对方。”11月，蒂娜发行了自己的演唱会DVD《All the Best – The Live Collection》,并获得美国唱片业协会白金认证。
2006年，电影《被遗忘的孩子》的电影原声大碟中，蒂娜和歌手Elisa演唱了歌曲《Teach Me Again》在意大利获得了排行榜第一名的成绩。2007年五月，蒂娜在英国慈善机构考威尔儿童慈善基金于伦敦自然历史博物馆举办的慈善音乐会上担纲领衔。这也是近7年来，她的首次大型演出。2007年9月5日，爵士乐钢琴家贺比·汉考克出版了一张向传奇创作女歌手琼尼·米歇尔致敬的纪念专辑《River: The Joni Letters》,蒂娜在专辑中献声，演唱了歌曲《Edith and The Kingpin》。2007年10月16日，卡洛斯·山塔那的专辑《Ultimate Santana》中也出现了蒂娜的身影，翻唱了原先早年由卡洛斯·山塔那和密雪儿·布兰奇演唱的葛莱美奖获奖歌曲《The Game of Love》。
2007年12月12日，蒂娜通过发言人对她前夫艾克·特纳的逝世发表了一个简短的声明：“—蒂娜已经超过30年没有和艾克取得任何联系了，因此这一话题没有再被谈论的必要。—”。
2008年2月，蒂娜在第50届格莱美奖颁奖典礼上和碧昂丝携手表演。这是在她自《Twenty Four Seven Tour》之后的首次公开亮相。在那届葛莱美奖中，蒂娜参与创作演出的作品《River: The Joni Letters》也获得了两项大奖。2008年5月，她与她长期的好友雪儿一起在拉斯维加斯的凯撒饭店接受奥普拉的节目采访。

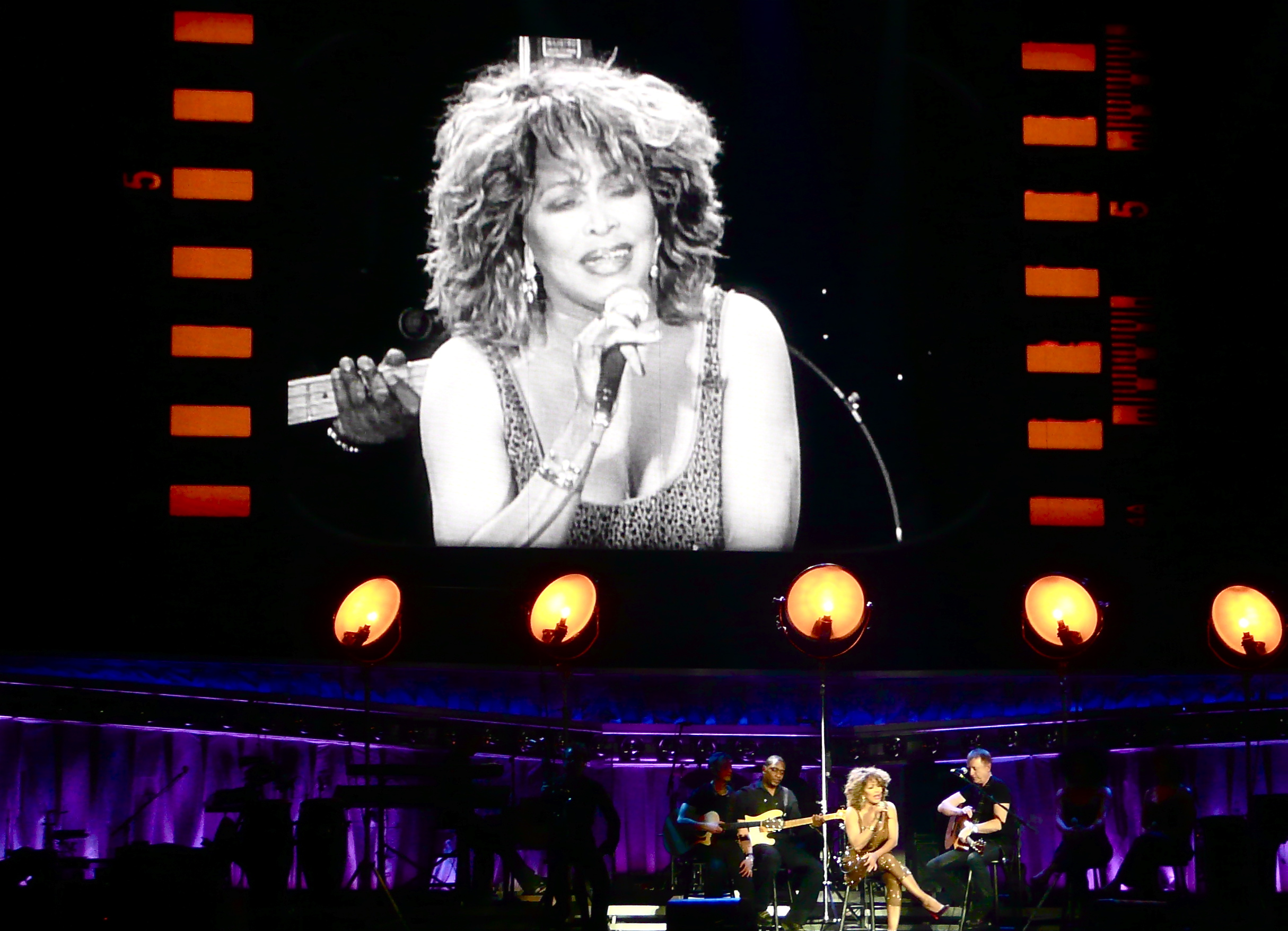
蒂娜·特纳在演唱会中，2009年

2008年10月1日，蒂娜再次上路，展开她为了纪念自己50年表演生涯的世界巡回演唱会《Tina!: 50th Anniversary Tour》，演唱会由密苏里州的堪萨斯城出发，同期也发行了蒂娜的新歌加精选专辑《Tina!: Her Greatest Hits》
2009年，蒂娜与音乐家Regula Curti, Seda Bagcan以及Dechen Shak Dagsay合作，参与制作了《Children Beyond - With Children United in Prayers》。这张结合东方佛教颂歌以及基督教合唱团的福音歌曲的专辑，传递的着蒂娜等艺术家对和平、平等的期望以及强烈的精神讯息。专辑在欧洲发行，并登上了瑞士专辑排行榜第七名的高位，2011年，再版发行的该唱片重新打入瑞士的排行榜。
2009年9月，Parlophone唱片公司发行了名为《Tina Live》。这张CD+DVD双碟版的专辑包含一张蒂娜在荷兰举行的《Tina!: 50th Anniversary Tour》演唱会的完整视频（DVD）以及演唱会的精彩片段（CD）。这是蒂娜第三张演唱会实况专辑，第一张演唱会实况专辑是在1988年发行的《Tina Live in Europe》。
蒂娜在1989年曾经获得过英国单曲排行榜以及苏格兰排行榜冠军的单曲《The Best》，一直以来都是苏格兰格拉斯哥流浪者足球俱乐部的队歌。2010年4月，在该队争夺苏格兰足球超级联赛冠军的关键时刻，俱乐部的球迷们发起了一项运动，努力将这张单曲重新推回排行榜的首位。经过蒂娜歌迷以及俱乐部球迷的努力，这首单曲竟然在20多年之后，重新杀回了英国单曲排行榜和英国下载排行榜的第九位。

## 个人生活
蒂娜有两个姐妹，一个是她的姐姐Aline（她的亲戚和朋友都用她的中间名“Ruby”作为她的爱称） Selico（1936年12月1日-2010年9月4日），她也参与创作了她妹妹由艾克制作的专辑中的数首歌曲，包括知名的排行榜金曲《Bold Soul Sister》和《Funkier than a Mosquito's Tweeter》。她有一个同母异父的妹妹Evelyn Currie，在蒂娜青少年时期，Evelyn死在了一场车祸之中。在她父母离婚之后，蒂娜的父亲搬去了加利福尼亚州，从此再也没有和蒂娜见面，她的母亲也离开他们姐妹从田纳西州搬去了密苏里州的圣路易斯。当Ruby去圣路易斯找她母亲之后，蒂娜在雷普利做了一段时间的女佣。
1956年，蒂娜快满17岁的时候，她的祖母去世了。在葬礼上，她与母亲重逢，之后和她的母亲搬去了圣路易斯开始了新的生活。两人逐渐开始弥补曾经疏远了的关系，他们维持了良好的关系，直到1999年10月她母亲生命的最后时刻。
1956年，蒂娜在一间夜店里遇到了艾克·特納，两年之后她加入了艾克的乐队。在乐队中，她与乐队的萨克斯风手Raymond Hill产下了她的第一个孩子Craig Bullock（在她与艾克结婚之后，改名为Craig Turner）。一年之后，蒂娜和艾克坠入了爱河，1960年她生下了她与艾克的儿子Ronnie Turner。1962年，她嫁给了艾克之后，她又成为了艾克之前的两个孩子Ike Jr. and Michael的继母并收养了他们。他们的婚姻生活可谓曲折，多年来饱受毒瘾困扰的艾克经常殴打、精神折磨、强奸蒂娜，甚至在她身上用香烟烫疤。
1968年，在洛杉矶的巡回演唱会途中，蒂娜曾经尝试自杀。在吞噬了90片安眠药之后，她被送进了医院并挽回了生命。1971年，蒂娜的一位密友开始向蒂娜介绍佛教，3年之后，蒂娜正式皈依成一名佛教徒。1976年，终于不堪忍受艾克暴行的蒂娜，在又一次被丈夫毒打之后逃离了他们即将演出的酒店，藏在一个朋友的家中以躲避艾克的搜寻。几个月之后，艾克终于决定放弃找寻。蒂娜接着提出了离婚申请，并向法院声明，愿意放弃一切婚内财产，只保留由艾克所取的艺名“Tina Turner”，理由是因为靠她自己的不停努力和辛勤工作，才使得这个名字闻名遐迩的。1978年3月，离婚官司终于落下帷幕，法院也判决，蒂娜可以继续使用艺名“Tina Turner”。

## 逝世
2023年5月24日，透娜在位於瑞士屈斯納赫特的寓所中病逝，享壽83歲。

## 奖项与荣誉
蒂娜被滚石杂志名列史上最成功的艺人之一。她本人入选了摇滚名人堂。而她的两首作品《River Deep - Mountain High》和《Proud Mary》也分别与1999年和2003年入选葛莱美名人堂。蒂娜个人总过获得过8座葛莱美奖并在艾克&蒂娜·特纳演唱组时期获得过一座葛莱美奖。
在她《Private Dancer Tour》中与她一起表演的著名歌手布莱恩·亚当斯曾经这么形容蒂娜的表演，“我从来没有看到过蒂娜在表演时在舞台上走，她永远都是在舞蹈的。永远都在给观众呈现一场伟大，华丽以及精彩的演出。并亲切真挚的像她的歌迷表示感谢。”。
而她那‘’永远舞动着的小腿‘’也使小布什总统深深着迷。
2010年，蒂娜赢得了2010年瑞士大奖最佳演出奖。2010年12月2日，蒂娜·特纳作为叶卡捷琳堡的荣誉代表，参加了在苏黎世举行的2018年世界杯足球赛的申办仪式。

## 音乐作品
蒂娜从她与她丈夫组成的艾克&蒂娜·特纳演唱组开始自己的演唱事业。她的丈夫在演唱组表演的同时开始帮她灌制了两张个人音乐专辑，但反响一般。在蒂娜因不堪忍受家庭暴力及虐待而离婚之后，她开始自己掌握自己的音乐事业。脱离她丈夫影响之后的首两张专辑均表现不佳。但是1984年，她个人的第五张专辑《Private Dancer》却在世界范围内获得爆炸性的成功，并被誉为史上最成功的东山再起之作。此后，蒂娜的音乐事业高歌猛进，发行的单曲与专辑均取得不俗的销售成绩。蒂娜的音乐生涯中，一共出版发行了9张录音室专辑，3张演唱会实况专辑，5张精选集，66张单曲，18张影音专辑，46首音乐录影带，3张电影原声大碟以及与其他艺人合作的单曲。累积之今，蒂娜在全世界的单曲以及专辑销量，已经突破了1亿8千万的大关。

### 個人錄音室專輯
- Tina Turns the Country On! (1974)
- Acid Queen (1975)
- Rough (1978)
- Love Explosion (1979)
- Private Dancer (1984)
- Break Every Rule (1986)
- Foreign Affair (1989)
- What's Love Got to Do With It (1993)
- Wildest Dreams (1996)
- Twenty Four Seven (1999)

## 巡回演唱会
| 年份          | 名称                             |
| ------------- | -------------------------------- |
| 1978年-1979年 | 《Wild Lady of Rock Tour》       |
| 1980年-1981年 | 《Various Shows》                |
| 1982年-1984年 | 《Nice 'n' Rough Tour》          |
| 1985年        | 《Private Dancer Tour》          |
| 1987年-1988年 | 《Break Every Rule Tour》        |
| 1990年        | 《Foreign Affair Tour》          |
| 1993年        | 《What's Love? Tour》            |
| 1996年-1997年 | 《Wildest Dreams Tour》          |
| 2000年        | 《Twenty Four Seven Tour》       |
| 2008年-2009年 | 《Tina!: 50th Anniversary Tour》 |

## 影视出演
| 电影 | 电影                  | 电影                                      | 电影          | 电影                                        |
| 年份 | 中文名                | 原名                                      | 角色          | 备注                                        |
| ---- | --------------------- | ----------------------------------------- | ------------- | ------------------------------------------- |
| 1970 | 《给我庇护》          | 《Gimme Shelter》                         | 本人          | 纪录片                                      |
| 1971 | 《逃家》              | 《Taking Off》                            | 本人          |                                             |
| 1975 | 《冲破黑暗谷》        | 《Tommy》                                 | 迷幻女王      |                                             |
| 1976 | 《二战全纪录》        | 《All This and World War II》             | 本人          | 纪录片                                      |
| 1978 | 《寂寞芳心俱乐部》    | 《Sgt. Pepper's Lonely Hearts Club Band》 | 哈特兰的宾客  |                                             |
| 1979 | 《约翰·丹佛和女士们》 | 《John Denver and the Ladies》            | 本人          | 综艺秀                                      |
| 1985 | 《冲锋飞车队3》       | 《Mad Max Beyond Thunderdome》            | Auntie Entity | 获得—1986年有色人种促进协会形象奖最佳女主角 |
| 1993 | 《与爱何干》          | 《What's Love Got to Do with it》         | 本人          | 为主演Angle Bassett配唱，脚本创作           |
| 1993 | 《最后魔鬼英雄》      | 《Last Action Hero》                      | The Mayor     |                                             |
| 电视 |                       |                                           |               |                                             |
| 年份 | 中文名                | 原名                                      | 角色          | 备注                                        |
| 1966 | 《超级T.N.T秀》       | 《The Big T.N.T. Show》                   | 本人          | 纪录片                                      |
| 1970 | 《这是你的事》        | 《It's Your Thing》                       | 本人          | 纪录片                                      |
| 1971 | 《心灵碰撞》          | 《Soul to Soul》                          | 本人          | 纪录片                                      |
| 2000 | 《艾莉的异想世界》    | 《Ally McBeal》                           | 本人          | 短暂出镜头 一集: 《The Oddball Parade》     |

## 注脚
1. ↑  . The Local, Switzerland's news in English. 2013-04-24  [2013-04-24]. （原始内容存档于2013-05-10）.
2. ↑  Rafferty, Terrence. . The New York Times. 2008-07-27  [2008-10-27]. （原始内容存档于2013-10-07）.
3. 1 2  Wolman, Baron. . San Francisco Art Exchange.   [2008-10-27]. （原始内容存档于2007-09-28）.
4. ↑  . San Francisco Art Exchange.   [2008-09-03]. （原始内容存档于2007-09-28）.
5. ↑  Bego, Mark. . Taylor Trade Publishing. 2005-09-23 [2003]. ISBN 158979253X.
6. 1 2  . Biography.com. A&E Television Networks.   [2008-09-03]. （原始内容存档于2012-07-28）.
7. 1 2  . Rolling Stone. 2008-11-27, (1066): 73  [2009-04-06]. （原始内容存档于2009-03-08）.
8. ↑  . Express & Star. 2008-09-23  [2008-10-27]. （原始内容存档于2009-06-17）.
9. 1 2  Terry, Al. . Pressemeldungen.at. 2008-09-21  [2008-10-27]. （原始内容存档于2009-06-17）.
10. 1 2 3 4  . Reuters.com. 2008-07-10  [2008-10-31]. （原始内容存档于2009-01-10）.
11. ↑  Busnar, Gene.  Library Binding. F. Watts Publishers. April 1987 [1987]. ISBN 0531102971.
12. ↑  . Tomfraley.com. 2008-09-18  [2008-10-31]. （原始内容存档于2017-12-22）.
13. ↑  Gundersen, Edna. . USA Today. 2008-09-30  [2008-10-27]. （原始内容存档于2012-08-17）.
14. ↑  . Clarion Ledger. 2008-10-02  [2008-10-27].[永久]
15. ↑  . CBS News. 2002-09-21  [2011-03-09]. （原始内容存档于2013-10-21）.
16. ↑  "100 Greatest Artists of All Time" （页面存档备份，存于） Rolling Stone
17. ↑  Preston, Kate. . Hodder & Stoughton. 1999 [1988]  [2008-02-17]. ISBN 0340721049.
18. ↑  Appiah, Henry Anthony; Gates, Henry Louis. . Gates, Henry Louis, Jr. Running Press. 2005-01-04: 114 [2004]  [2008-09-03]. ISBN 0762420421.
19. ↑  .   [2011-12-20]. （原始内容存档于2019-11-29）.
20. ↑  Henry Louis Gates, Jr. . . 第4集. 2008-02-13  [2011-12-20]. PBS. （原始内容存档于2010-10-05）.
21. ↑  Bullock, Zelma.  (video). Strand Video Entertainment. 1993.
22. ↑  . U.S. Department of Housing and Urban Development.   [2010-02-09]. （原始内容存档于2009-03-06）.
23. ↑  . The New York Times. 1992-05-10  [2011-12-20]. （原始内容存档于2008-06-02）. Sumner High School, the first school west of the Mississippi for blacks established in 1875 (among graduates are Grace Bumbry, Arthur Ashe and Tina Turner)...
24. ↑  Gaar, Gillian A. . Seal Press. October 1992. ISBN 1878067087.
25. ↑  Hasday, Judy L. . Chelsea House Publications. June 1999: 10. ISBN 0791049671.
26. ↑  Warner, Jay; Jones, Quincy. . Hal Leonard Corporation. 2006: 114. ISBN 0-634-09926-4.
27. ↑  Lyman, Darryl. . Jonathan David Company, Inc. 2005: 226. ISBN 0-824-60459-8.
28. ↑  . Scotland On Sunday.   [2009-09-13]. （原始内容存档于2011-06-29）.
29. ↑  Whitburn, Joel. . Billboard Books. 2004: 645. ISBN 0-823-07499-4.
30. ↑  Turner, Tina; Loder, Kurt. . HarperCollins. 1987: 160. ISBN 0-380-70097-2.
31. ↑  Bogdanov, Vladimir; Chris Woodstra; Stephen Thomas Erlewine.  3rd. Hal Leonard Corporation. 2003  [2009-04-08]. ISBN 0879307366.
32. ↑  McCue, Margi Laird. . ABC-Clio Inc. 2000-03-01 [1995]. ISBN 0-874-36762-X.
33. ↑  Turner, Tina; Loder, Kurt. . HarperCollins. 1987: 187–190. ISBN 0-380-70097-2.
34. ↑  Bronson, Fred. . Billboard Books. 2003: 593. ISBN 0-823-07677-6.
35. ↑  Mabery, D. L. . Lerner Publishing Group. 1986. ISBN 0822516098.
36. 1 2  Turner, Tina; Kurt Loder.  Hardback. HarperCollins Publishers. 1986. ISBN 068805949X.
37. ↑  Wynn, Ron. . Collier Books. 1985-08-01. ISBN 0020077807.
38. ↑  Fissinger, Laura. . Ballantine Books. 1985-07-12. ISBN 0345326423.
39. ↑  Koenig, Teresa; Howard Schroeder. . Crestwood House. 1986: g. 20–30. ISBN 0896863050.
40. ↑  . Chart Stats.   [2010-12-26]. （原始内容存档于2011-07-08）.
41. ↑  . Hung Medien.   [2010-12-26]. （原始内容存档于2012-07-15）.
42. ↑  . Billboard.   [2010-12-26]. （原始内容存档于2015-12-12）.
43. ↑  . Billboard.   [2010-12-26]. （原始内容存档于2015-12-12）.
44. ↑  . Billboard.   [2010-12-26]. （原始内容存档于2015-12-12）.
45. ↑  Norment, Lynn. . Ebony. 1985-05  [2009-12-06].
46. ↑  . Rolling Stones Online.   [2008-09-03]. （原始内容存档于2008-06-18）.
47. ↑  . Tennessee Encyclopedia of History and Culture.   [2008-09-03]. （原始内容存档于2008-06-21）.
48. ↑  . Milesago.   [2011-12-21]. （原始内容存档于2020-10-19）.
49. ↑  . billboard.com.   [2008-10-29]. （原始内容存档于2009-06-17）.
50. ↑  Lichtenfeld, Eric. . Wesleyan University Press. 2007: 153. ISBN 0-819-56801-5.
51. ↑  Denisoff, R. Serge. . Transaction Publishers. 1988: 274, 278. ISBN 0-887-38864-7.
52. ↑  Jet（英语：Jet (magazine)） February 8, 1988 - Vol. 73, n. 19, p.60. ISSN 0021-5996
53. ↑  . BBC.   [2009-03-26]. （原始内容存档于2021-01-06）.
54. ↑  Terry, Al. . Pressemeldungen.at.   [2008-10-31]. （原始内容存档于2009-06-17）.
55. ↑  Wilder, John S.  (PDF). Legislation Archives - Bills and Resolutions: 102nd General Assembly. Nashville, TN: Tennessee Senate（英语：Tennessee Senate）. January 17, 2002  [June 26, 2010]. （原始内容存档 (PDF)于2018-12-21）.
56. ↑  Fitzhugh, Craig.  (PDF). Legislation Archives - Bills and Resolutions: 102nd General Assembly. Nashville, TN: Tennessee House of Representatives（英语：Tennessee House of Representatives）. January 22, 2002  [June 26, 2010]. （原始内容存档 (PDF)于2018-12-21）.
57. ↑  . AP Online News Wire. Associated Press. September 25, 2002  [June 26, 2010]. （原始内容存档于2012-11-04）.
58. ↑  Files, John. . The New York Times. 2005-12-05  [2008-10-27]. （原始内容存档于2014-03-06）.
59. ↑  December 5, 2005, Long Beach Press-Telegram (CA)
60. ↑  December 6, 2005 Kansas City Star
61. ↑  Thomas, Karen. . USA Today. 2005-12-04  [2008-10-27]. （原始内容存档于2010-08-08）.
62. ↑  Spagat, Elliot. . Associated Press. 2007-12-13  [2007-12-14]. （原始内容存档于2008-04-14）.
63. ↑  . People. 2007-12-12  [2009-02-16]. （原始内容存档于2009-02-06）.
64. ↑  . Reuters. 2008-02-11  [2008-02-17]. （原始内容存档于2021-04-21）.
65. ↑  . The Dallas Morning News. 2008-02-11  [2008-10-27]. （原始内容存档于2009-06-17）.
66. ↑  . USA Today. 2008-04-30  [2008-05-21]. （原始内容存档于2009-11-06）.
67. ↑  . Beyond Singing.   [2009-09-20]. （原始内容存档于2009-11-05）.
68. ↑  . Scotsman.   [2010-12-14]. （原始内容存档于2012-07-15）.
69. ↑  .   [2010-09-24]. （原始内容存档于2019-05-31）.
70. ↑  . Sky News. 2023-05-24  [2023-05-24]. （原始内容存档于2023-05-24）.
71. ↑  . CNN. 2023-05-24  [2023-05-24]. （原始内容存档于2023-05-30） （英语）.
72. ↑  . Rockhall.com.   [2008-11-01]. （原始内容存档于2008-01-16）.
73. ↑  . The Recording Academy.   [2008-09-03]. （原始内容存档于2009-04-20）.
74. ↑  . Whitehouse.gov. 2005-12-04  [2008-10-27]. （原始内容存档于2021-03-18）.